# Vidnavské Fojtství

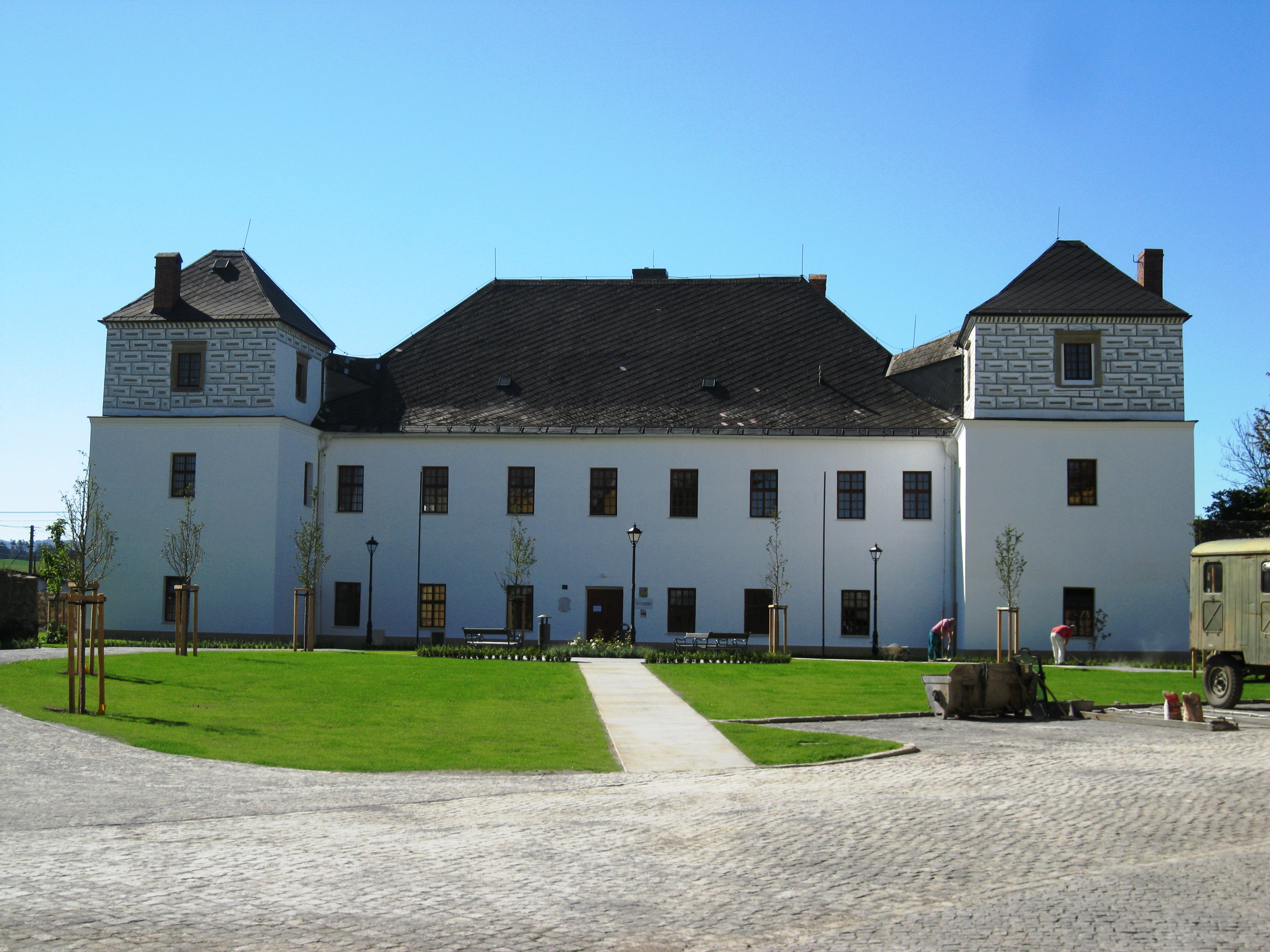
Schloss Vidnava

Vidnavské Fojtství (deutsch Weidenau Vogtei) ist eine Ortslage der Stadt Vidnava in Tschechien. Sie liegt unmittelbar südlich von Vidnava und gehört zum Okres Jeseník.

## Geographie
Vidnavské Fojtství befindet sich nahe der polnischen Grenze in der Vidnavská nížina (Weidenauer Senke). 
Nachbarorte sind Vidnava und Krasov im Norden, Nadziejów (Naasdorf) und Kijów (Kaindorf) im Nordosten, Jarnołtów (Dürr Arnsdorf) im Osten, die Wüstung Johanka  im Südosten, Dolní Červená Voda und Štachlovice im Süden, Habina (Habichtbaude), Nová Malá Kraš und Velká Kraš im Südwesten sowie Dolní Předměstí (Niedervorstadt) und Fojtova Kraš im Westen.

## Geschichte
Die erste schriftliche Erwähnung der Vogtei Wydna erfolgte 1291 in einer Bestätigungsurkunde des Breslauer Fürstbischofs Thomas II. über die Rechte des ersten Vogts und Stadtgründers Rüdiger Heldore. Als seinen Sitz ließ Heldore außerhalb der Stadt eine Feste errichten. Die Vogtei war zu dieser Zeit eine der bedeutendsten des Fürstentums Neisse; ihrer Gerichtsbarkeit unterstanden 58 Ortschaften im weiten Umkreis. Bei der Errichtung der Stadtbefestigung wurde die Weidenauer Vogtei in die Stadtmauer südwestlich der Wehrkirche eingebunden. Erstmals erwähnt wurde die Feste 1371 im Zuge des Verkaufs der Vogtei an Jan von Byzan und Šimek von Kalkau. Später verlor die Weidenauer Vogtei einige ihrer Privilegien.
Im Jahre 1420 war der Weidenauer Vogt Šimek von Kalkau Gerichtsherr über 27 Dörfer; ein Teil der früher zugehörigen Orte war der Weidenauer Gerichtsbarkeit entzogen wurden, einige waren erloschen oder mit anderen verschmolzen. Bei Einfall der Hussiten wurden am 20. März 1428 die Vogtei als auch die Stadt erobert und zerstört. Šimeks Tochter Barbara heiratete 1434 Augustin Speil von Kalkau, der bis 1468 als Weidenauer Vogt nachweislich ist. Im böhmisch-ungarischen Krieg wurde die Feste im Jahre 1468 während der Belagerung durch die Truppen Georg von Podiebrads erneut zerstört. 1470 verpfändete Fürstbischof Rudolf von Rüdesheim die ruinierte Vogtei an den Kastellan Meynholt von Ottmachau. 1472 wurde die Vogtei zum bischöflichen Schwertlehn und landtäfligen Rittergut erklärt. Aufgabe des Vogtes war die Verwaltung der anvertrauten bischöflichen Güter. Bis 1497 verblieb die Vogtei Weidenau bei der Kastellansfamilie Meynholt, danach löste das Bistum das Pfand wieder ein und belehnte Heinrich von Tettau mit Weidenau. Dieser suchte 1498 bei Fürstbischof Johannes Roth wegen des noch immer gänzlich desolaten Zustandes der Vogtei um eine Reduzierung seiner Abgaben. Im Jahre 1506 wurde Hanns von Nimptsch mit Weidenau belehnt; abgetrennt wurde dabei die Stadt Weidenau und als selbständiges Gemeinwesen zur bischöflichen Schutzstadt erklärt.
Fürstbischof Johannes V. Thurzo gewährte 1512 dem Vogt Wolfram Schoff 1512 als Kunkellehn die Erbrechte auch für dessen weibliche Nachkommen. Ab 1552 gehörte die Vogtei zu den Besitzungen der Stadt Weidenau. Im Jahre 1559 erwarb der Handelsmann Joachim Reideburg die Vogtei von der Stadt, er ließ die alte Feste zu einem Renaissanceschloss umgestalten. Nachfolgender Besitzer war dessen Sohn Joachim von Reideburg und Lorenzdorf, der das Gut 1612 seinem Sohn Caspar vererbte. Im Jahre 1640 übernahm von Caspar von Reideburgs Schwiegersohn Matouš Forgaš die in Folge des Dreißigjährigen Krieges verfallene Vogtei. 1667 wurde der bischöfliche Obersteuereinnehmer Heinrich Hentschel von Gilgenheimb mit der Vogtei Weidenau belehnt.
Nach der Teilung Schlesiens im Jahre 1742 verlor die Vogtei den größten Teil der reichen Dörfer im preußischen Teil; der Besitz in Preußisch Schlesien umfasste danach lediglich Schubertskrosse, Schwandorf (Zwanowice) und Franzdorf (Frączków). In Österreichisch Schlesien besaß die Vogtei die Dörfer Großkrosse, Kleinkrosse, Voigtskrosse, Haugsdorf, Jungferndorf sowie Anteile von Schwarzwasser und Rothwasser. Nachdem das Landesältestenamt 1782 von Weidenau nach Jägerndorf verlegt worden war, übernahmen die Ritter Hentschel von Gilgenheimb das ehemalige Landständehaus unter dem neuen Namen Oberhof. Besitzungen der Vogtei in Preußisch Schlesien waren zu dieser Zeit Schwandorf und Franzdorf. Südlich der Vogtei begann im 19. Jahrhundert der Abbau von Kaolin.
Im Jahre 1836 umfasste die dem Leopold von Gilgenheimb gehörige und in der Obervorstadt gelegene Lehnvogtei Weidenau eine Nutzfläche von 221 Joch. Zur Vogtei gehörten das Schloss Oberhof, ein neu errichteter Meierhof sowie 16 untertänige Häuser. Pfarrort war Alt Rothwasser. Das angrenzende Vorwerk Sorgau (Starost) mit einer Schäferei und einer herrschaftlichen Garn- und Leinwandbleiche war Teil des Gutes Nieder Rothwasser und zum Dorf Nieder Rothwasser konskribiert. Bis zur Mitte des 19. Jahrhunderts blieb die Vogtei Weidenau ein eigenständiges Rittergut.
Nach der Aufhebung der Patrimonialherrschaften bildete Weidenau Vogtei / Vidnavské Vojtství ab 1849 eine Gemeinde im Gerichtsbezirk Weidenau. Im Jahre 1869 wurde Weidenau Vogtei – obwohl unmittelbar an die Stadt Weidenau angrenzend – nach Rothwasser / Červená Voda eingemeindet und zugleich dem Bezirk Freiwaldau zugeordnet. Zum Ende des 19. Jahrhunderts wurde der tschechische Name in Vidnavské fojtství abgeändert. Im Jahre 1900 bestand Weidenau Vogtei aus 12 Häusern und hatte 73 deutschsprachige Einwohner. 1906 verkaufte die Familie Hentschel von Gilgenheimb das Schloss und Vogteigut an die Stadt Weidenau. Beim Zensus von 1921 lebten in den 12 Häusern von Weidenau Vogtei 69 Personen, darunter 68 Deutsche. Im Jahre 1924 wurde Weidenau Vogtei von Alt Rothwasser nach Weidenau umgemeindet. 1930 hatte Weidenau Vogtei 185 Einwohner und bestand aus 31 Häusern. 
Nach dem Münchner Abkommen wurde der Ort 1938 dem Deutschen Reich zugesprochen und gehörte bis 1945 zum Landkreis Freiwaldau. Nach dem Ende des Zweiten Weltkrieges kam Vidnavské Fojtství zur Tschechoslowakei zurück; die meisten der deutschsprachigen Bewohner wurden 1945/46 vertrieben. 1976 verlor Vidnavské Fojtství den Status eines Ortsteils von Vidnava. 

## Ortsgliederung
Vidnavské Fojtství ist Teil des Katastralbezirks Vidnava. 

## Sehenswürdigkeiten
- Schloss Vidnava, die in der Mitte des 13. Jahrhunderts durch Rüdiger Heldore errichtete Feste wurde in der zweiten Hälfte des 16. Jahrhunderts durch Joachim Reideburg zu einem zweitürmigen Renaissanceschloss umgestaltet. Im Jahre 1906 erwarb die Stadt Weidenau das Schloss von der Familie Hentschel von Gilgenheimb. Danach diente es als Sitz der städtischen Grundbesitzverwaltung und Wohngebäude. 1933 wurden das Stadtmuseum und das Stadtarchiv in das Schloss verlegt. Nach dem Ende des Zweiten Weltkrieges 1945 gab die Stadt die Nutzung des Schlosses auf, eine Zeit lang diente es als Getreidespeicher. Zwischen 1967 und 1974 erfolgte eine Sanierung des Bauwerkes als Domizil der Kunstschule „Carl Ditters von Dittersdorf“ (ZUŠ Karla Ditterse Vidnava), dabei wurden 1971 an den Türmen Sgraffiti freigelegt.
  - Westlich des Schlosses ist eine Mauer mit dem aus dem 15. Jahrhundert stammenden spätgotischen Eselsrückenportal erhalten. Ein Teil der historischen Stadtbefestigung stürzte 1758 ein. Der nördliche Teil der Mauer wurde 1906 abgebrochen. Im ehemaligen Schlossgarten befindet sich ein Gedenkstein für die Opfer beider Weltkriege.
  - Das seit der Mitte des 20. Jahrhunderts als Vogtei bezeichnete Anwesen im oberen Teil der Niedervorstadt (Haus Nr. 121) war zu keiner Zeit Sitz der Vogtei. Es wurde im 18. Jahrhundert als Bürgerhaus errichtet und diente der Vogtei danach lediglich als Wirtschaftshof.
- Ehemaliges Priesterseminar und Philosophisch-theologische Lehranstalt, gegründet 1899 durch Fürstbischof Georg von Kopp. Der Bau wurde 1899 zunächst als Internat für das städtische Gymnasium begonnen, jedoch bald wegen finanzieller Nöte der Stadt wieder eingestellt. 1902 wurde das Gebäude um einen weiteren Flügel erweitert. Die Professoren der Lehranstalt veröffentlichten ihre wissenschaftlichen Arbeiten v. a. in dem Sammelwerk Weidenauer Studien. Bekanntester Schüler war der spätere Erzbischof von Posen, Jerzy Stroba. Ab November 1939 diente das Gebäude auch als Gefangenenlager. Anfänglich waren 60 polnische Häftlinge untergebracht, die in den Kaolingruben arbeiten mussten. Im Jahre 1940 kündigte die Seminarleitung die Übergabe des Gebäudes an die Wehrmacht an, der weitere Unterricht erfolgte in den Räumlichkeiten des Borromäerinnenklosters und wurde am 19. März 1945 eingestellt. 1940 wurde das Gebäude des Theologischen Seminars zum Oflag VIII G, in dem französische und englische Kriegsgefangene untergebracht waren. Insgesamt waren etwa 800 Häftlinge in dem Lager. Ab 1943 wurde zudem ein Lazarett eingerichtet. Das 1944 durch einen Brand geschädigte Gebäude der Lehranstalt diente nach dem Ende des Zweiten Weltkrieges zunächst als Getreidelager. 1949 wurde es an die ČSD als Schulungszentrum verpachtet und 1950 von der Tschechoslowakischen Armee übernommen und zum Kindererholungsheim umgestaltet. Seit 1997 ist das Gebäude ungenutzt. Inzwischen wurde der Gebäudekomplex durch den Staat von der katholischen Kirche abgekauft und soll als Gefängnis genutzt werden.